# Jozef Feranec

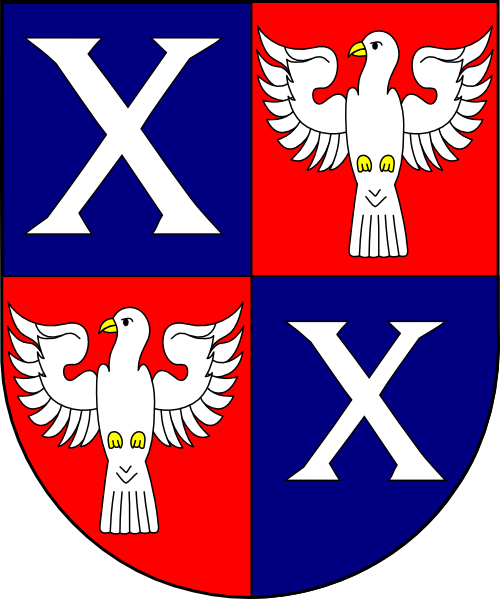
Wappen

Jozef Feranec (* 14. März 1910 in Pobedim; † 3. Mai 2003 in Banská Bystrica) war Bischof von Banská Bystrica.

## Leben
Jozef Feranec empfing am 18. Dezember 1932 die Priesterweihe.
Paul VI. ernannte ihn am 19. Februar 1973 zum Bischof von Banská Bystrica. Der Sekretär der Heiligen Kongregation für die außerordentlichen Angelegenheiten der Kirche, Agostino Casaroli, weihte ihn am 3. März desselben Jahres zum Bischof; Mitkonsekratoren waren František Tomášek, Apostolischer Administrator von Prag, und Štěpán Kardinal Trochta SDB, Bischof von Leitmeritz.
Am 14. Februar 1990 nahm Papst Johannes Paul II. seinen altersbedingten Rücktritt an.